# Iseilema venkateswarlui
Iseilema venkateswarlui är en gräsart som beskrevs av Atyavathi. Iseilema venkateswarlui ingår i släktet Iseilema och familjen gräs. Inga underarter finns listade i Catalogue of Life.